# مجلة الوعي الإسلامي
مجلة الوعي الإسلامي مجلة إسلامية كويتية تعمل على تأصيل القيم والمساهمة في تنمية المجتمعات الإسلامية بخطاب شرعي معتدل يجمع كلمة المسلمين بدأت أول إصدار لها غرة محرم عام 1385 هـ الموافق مايو سنة 1965 وتتبع وزارة الأوقاف والشئون الإسلامية، أسسها الدكتور عبد المنعم النمر مدير إدارة الدعوة والإرشاد وأشرف عليها عبد الرحمن عبد الله المجحم وكيل الوزارة آنذاك وتكونت أسرة التحرير من: الدكتور عبد المنعم النمر رئيسًا للتحرير والدكتور علي عبد المنعم عبد الحميد مديرًا للتحرير والشيخ رضوان رجب البيلي نائبًا لرئيس التحرير والدكتور عبد الستار محمد فيض سكرتيرًا للتحرير. وبدأت المجلة مسيرتها علي عهد وثيق، ونهج واضح، تبينت معالمه في أهدافها.

## أهدافها
- تنمية الوعي الإسلامي بمفهومه الشامل.
- تأكيد الهوية الإسلامية وتعزيز الشعور بالانتماء للأمة.
- تصحيح المفاهيم الخاطئة عن الإسلام والرد على الشبهات بالدليل العلمي.
- الاستفادة من التقنيات الحديثة لتحقيق الإشعاع القيمي والفكري.
- دراسة المشكلات المعاصرة وطرح الحلول والبدائل.

## الشريحة المستهدفة
- عموم المسلمين في شتى بقاع الأرض.
- النخبة والمثقفون.

## أسرة التحرير
- فهد محمد الخزي (رئيس التحرير)
- علاء عبد الفتاح (محرر صحفي)

## عنوانها
الكويت - شرق - المسجد الكبير

## وصلات خارجية
- www.alwaei.com